# Anita Stojadinović
Anita Stojadinović Branković (Kragujevac, 21. septembar 1991) srpska je glumica. Odrasla je u Markovcu, živi i radi u Beogradu.

## Biografija
Diplomirala je na Fakultetu dramskih umetnosti u Beogradu, u klasi profesora Vladimira Jevtovića diplomskom predstavom Art. Svoju master predstavu "Bog da prosti" , monodramu, nastalu po motivima romana Petrijin venac izvela je preko dvadeset puta širom Srbije i regiona. 
Stalni je član ansambla Pozorišta lutaka Pinokio. Igra u predstavi Ne oklevaj improvizuj koja je nastala kao ispit cele klase na trećoj godini i još uvek se izvodi u Teatru Vuk. Takođe se bavi sinhronizacijom crtanih filmova. Radi sa decom u školi glume.

## Pozorišne predstave
- Ne oklevaj - improvizuj, autorski projekat Srđana J. Karanovića (2013)
- Арт (представа), Vivijen; red. Владан Ђурковић; ФДУ (2014)
- Шта је собар видео, Narednik Meč, red. Srđan J. Karanović; ДАДОВ (2012/2021)
- Bog da prosti Архивирано на веб-сајту  (2. септембар 2022); monodrama nastala po motivima romana "Petrijin venac" (2015)
- Menica bez pokrića, Jovanka/Jovanka/Tea; red. Slađana Kilibarda, Театар Вук (2016)
- Epske igrice: Zidanje Skadra; red. Anđelka Nikolić, Bitef teatar (2017)
- Epske igrice: Ženidba Dušanova red. Anđelka Nikolić, Bitef teatar (2018)
- Plava ptica, red. Irfan Mensur (2017)
- Ponoćna čarolija ,Višnja; red. Vladan Đurković (2017)
- Princeza na zrnu graška, Ptica, red. Vladan Đurković, Културни центар Панчева (2018)
- Realno, što da ne?, Danica; red. Марко Челебић, Театар Вук (2019)
- Nedozvani, Služavka; red. Jug Radivojević (2018)
- Bela Griva, Lovokradica/Klovn/Gardijan; red. Предраг Стојменовић; Позориште лутака „Пинокио” (2020)
- Ivica i Marica, Noć; red. Исидора Гонцић; Позориште лутака „Пинокио” (2021)

## Filmografija
| Godina | Naziv           | Uloga               | Emitovanje |
| ------ | --------------- | ------------------- | ---------- |
| 2018.  | Urgentni centar | Tehničar/Bolničarka | PRVA TV    |
| 2020.  | Jugoslovenka    | Bolničarka Marija   | Pink       |
| 2022.  | Fakti i fikcija | Olga                | РТС 1      |
| 2022.  | Bunar           | Radnica             | Superstar  |
| 2023.  | Tunel           | Brankica            | Superstar  |

## Uloge u sinhronizacijama
| Godina | Naslov                      | Uloga                     | Emitovanje |
| ------ | --------------------------- | ------------------------- | ---------- |
| 2020.  | Infiniti nado               | Luk                       | Dexy Tv    |
| 2020.  | Bejblejd burst: Uzdizanje   | Valt Aoi                  | Dexy Tv    |
| 2022.  | Bejblejd burst: Serdž       | Valt Aoi                  | Dexy Tv    |
| 2022.  | Rainbow High                | Bela                      | Dexy Tv    |
| 2023.  | Vinks (S4)                  | Mici, Alis, Elenina majka | Dexy Tv    |
| 2025.  | Bejblejd burst: Kvad Strajk |                           | Dexy Tv    |